# Дженнаро ді Наполі
Дженнаро ді Наполі (італ. Gennaro di Napoli, нар. 5 березня 1968) — італійський легкоатлет, який спеціалізувався на бігу на середні дистанції.

## Спортивні досягнення
Фіналіст (12-е місце) олімпійських змагань з бігу на 1500 метрів (1996). Дворазовий учасник олімпійських змагань з бігу на 1500 метрів (1988, 1992) — щоразу зупинявся на попередніх стадіях змагань.
Дворазовий фіналіст чемпіонатів світу з бігу на 1500 метрів — 8-е місце у 1993 та 12-е місце у 1993. Фіналіст (11-е місце) чемпіонату світу з бігу на 5000 метрів (1995).
Дворазовий чемпіон світу в приміщенні з бігу на 3000 метрів (1993, 1995). Також двічі посідав 4-е місце у фінальних забігах чемпіонатів світу в приміщенні з бігу на 3000 метрів (1997, 1999).
Срібний призер чемпіонату Європи з бігу на 1500 метрів (1990).
Чемпіон Європи в приміщенні з бігу на 3000 метрів (1992).
Чемпіон Європи з кросу в командному заліку (1998).
Переможець Кубків Європи з бігу на 5000 метрів (1995, 1996, 1999). Срібний (1997) та бронзовий (1989, 1991) призер Кубків Європи з бігу на 1500 метрів.
Чемпіон Європи серед юніорів з бігу на 1500 метрів (1987).
Багаторазовий чемпіон та рекордсмен Італії з різних дисциплін бігу на середні дистанції.